# Cóc mày Sa Pa
Cóc mày Sa Pa (danh pháp hai phần: Leptobrachium chapaense) là một loài lưỡng cư thuộc họ Megophryidae.
Loài này có ở Trung Quốc, Lào, Thái Lan, Việt Nam, và có thể cả Myanma.
Môi trường sống tự nhiên của chúng là rừng ẩm vùng đất thấp nhiệt đới hoặc cận nhiệt đới, vùng núi ẩm nhiệt đới hoặc cận nhiệt đới, và ven sông ngòi. Chúng hiện đang bị đe dọa vì mất môi trường sống.